# Педро Пенья
Педро Пенья (ісп. Pedro Pablo Peña Cañete; 29 червня 1864, Асунсьйон, Парагвай — 29 липня 1943, Асунсьйон, Парагвай) — Президент Парагваю (1922). Науковець-вірусолог та дипломат.

## Життєпис
Педро Пенья народився в Асунсьйоні 29 червня 1864 в родині Мануеля Пеньї і Франсіско Каньєте. По материнській лінії він був нащадком Хосе Франсія, що правив Парагваєм протягом перших трьох десятиліть його незалежності.
1894 Пенья закінчив факультет медицини університету Буенос-Айреса, а потім присвятив деякий час дипломатії як секретар посольства Парагваю в Аргентині, а потім у посольстві Парагваю у Франції. Після свого повернення до Асунсьйона, Пенья зайнявся медичною практикою і викладанням, ставши деканом медичного факультету Національного університету Асунсьйона, а потім ректором того ж університету. У цей час він опублікував кілька наукових робіт про такі захворювання як проказа і жовта гарячка.
На початку XX століття Пенья відновив свою дипломатичну кар'єру. Він служив повноважним послом у Бразилії з 1901 по 1902 і з 1903 по 1905 роки і в Чилі, Болівії і Перу між 1905 і 1908. Крім того, в період з листопада 1902 по квітень 1903 він був міністром закордонних справ в уряді президента Хуана Антоніо Ескурри.
У грудні 1910 Пенья призначений членом Виконавчого комітету партії Колорадо, а потім пішов в опозицію. Майже рік по тому, в листопаді 1911 «червоні» склали правлячий альянс з фракціями Ліберальної партії. Кілька місяців по тому, в умовах хаотичної політичної ситуації і в розпал громадянської війни, президент Ліберато Марсіаль Рохас подав у відставку, і Конгрес призначив Пенью тимчасовим главою уряду. Однак вже за кілька тижнів уряд Пеньї зміщено. У країні й далі тривала громадянська війна.
Пенья помер в Асунсьйоні 29 липня 1943. Був одружений із Кармен Торрес Ховельянос, їхні сини Рауль і Педро у свій час були міністрами освіти та охорони здоров'я.